# Vinyloop
Vinyloop ist der Markenname eines Verfahrens zum Recycling von PVC-Abfällen. Es wurde vom belgischen Chemiekonzern Solvay entwickelt und 1998 patentiert. Vinyloop ist ein relativ junges Recycling-Verfahren. Bisher wurde das Verfahren in Ferrara (Italien) und in Futtsu (Japan) angewendet. Die Anlage in Ferrara wurde 2018 stillgelegt, da die Produkte zu hohe Mengen an Weichmachern, wie DEHP, enthielten.
Das Verfahren wird weder den chemischen noch den rein mechanischen Recycling-Verfahren zugeordnet, da der PVC-Kunststoff aus dem Abfall chemisch wenig verändert wird und trotzdem Chemikalien wie Lösungsmittel im Prozess eingesetzt werden.

## Verfahren
Im Vinyloop-Verfahren wird ein organisches Lösungsmittel genutzt, um den Kunststoff PVC aus PVC-haltigen Abfällen herauszulösen. Der Kunststoff kann auf diese Weise von Materialien abgetrennt werden, die mit ihm zu Verbundstoffen verarbeitet worden sind. Beispielsweise enthalten Gartenschläuche häufig andere Kunststoffsorten und Textilfasern, die auf mechanischem Wege nicht oder nur mit hohem Aufwand vom PVC getrennt werden können. Beim Auflösen des Verbundstoffs werden die Bestandteile des PVC-Kunststoffs gelöst, andere Materialien sind gegenüber dem Lösungsmittel in der Regel beständig und können abgetrennt werden. Das Polyvinylchlorid und seine Additive wie Füllstoffe, Pigmente und Weichmacher werden ausgefällt und getrocknet. Der gewonnene PVC-Grundstoff, das PVC-Compound, ist dem herkömmlichen sehr ähnlich und kann deshalb im ursprünglichen Produktbereich eingesetzt werden.
Der Prozess lässt sich in folgende Verfahrensschritte unterteilen:
Vorbehandlung
Der PVC-Abfall wird je nach Zusammensetzung unterschiedlich vorbehandelt. Im Allgemeinen wird der Abfall durch Schreddern oder Mahlen zerkleinert, um seine Oberfläche zu vergrößern. Das enthaltene PVC löst sich dadurch schneller im Lösungsmittel. Das Einfüllen in den geschlossenen Teil der Anlage ist an die Abfallart angepasst, damit bei der Zuführung kein Lösungsmittel aus dem unter Druck stehenden System austritt.
Auflösen
Im ersten Reaktor wird der PVC-Abfall unter Luftabschluss und unter Druck in Butanon oder in einem Gemisch von Butanon mit anderen Lösungsmitteln aufgelöst. Abhängig von der PVC-Abfallart findet das Auflösen bei Temperaturen zwischen 100 und 140 °C statt. Außerdem wird der Lösung ein Additiv hinzugegeben, das das Auflösen des PVC unterstützen soll.
Beim Auflösen der Polymerkette des PVC werden die Additive des PVC-Compounds freigesetzt. Dabei handelt es sich um die Stoffe, die bei der Herstellung hinzugegeben wurden, also um mineralische Füllstoffe, Weichmacher, Schwermetalle und andere Stabilisatoren. Einige dieser Stoffe sind löslich oder liegen dispergiert in der Lösung vor. Sie werden beim Filtrieren nicht oder nur zu geringen Teilen abgetrennt und gehen in einem späteren Schritt wieder ins rezyklierte PVC über.
Filtration
Die ungelösten Stoffe werden je nach Materialart durch Filtrieren, Dekantieren oder Zentrifugieren abgetrennt. Dieser Prozessschritt muss besonders an die Abfallart angepasst werden. Die abgetrennten Stoffe (Filtrat) können noch mit reinem Lösungsmittel gewaschen werden, um letzte PVC-Reste auszuspülen. Das Filtrat enthält dann nur noch wenige Prozent PVC.
Ausfällen
Im nachfolgenden Reaktor wird Wasserdampf zugeführt, der das Lösungsmittel vollständig verdampft und aus der flüssigen Phase austrägt. PVC fällt dabei aus der Lösung aus und bildet eine wässrige Schlämme. Während des Fällungsvorganges werden die gelösten und dispergierten Additive in der Regel in die sich bildenden PVC-Partikel eingeschlossen. Das gewonnene PVC-Pulver hat eine Korngröße von etwa 0,4 mm und wegen der unterschiedlichen eingeschlossenen Farbstoffe eine graue Farbe.
Das Lösungsmittel wird zurückgewonnen, indem der Abdampf aus dem Fällungsreaktor abgekühlt wird. Das Wasser kondensiert dabei und kann in einem Dekanter abgetrennt werden. Das Lösungsmittel steht wieder für den nächsten Lösevorgang zur Verfügung. Es kann jedoch nicht vollständig zurückgewonnen werden. Ein geringer Teil wird bei der Aufbereitung als Gas frei. Um die Konzentration im Abgas gering zu halten, wird es über eine Nachverbrennung mit Erdgas abgefackelt.
Trocknen
Die Schlämme aus PVC-Compound-Partikeln und Wasser wird durch heiße Luft in einem Wirbelschichttrockner getrocknet. Das anfallende Abwasser kann noch Lösungsmittel, PVC-Additive wie Weichmacher und Schwermetalle sowie PVC-Reste enthalten und muss daher behandelt werden.
Das PVC-Rezyklat des Vinyloop-Verfahrens ist gegenüber anderen Recycling-Verfahren sehr rein. Reststoffe und Verunreinigungen liegen konzentriert als Filtrat vor. Da es sämtliche unlöslichen Bestandteile des behandelten Abfalls enthält, kann das Filtrat häufig nicht als Wertstoff verwendet werden. In der EU darf es in diesem Fall nur energetisch in Müllverbrennungsanlagen verwertet oder unter Tage deponiert werden.
Während des Auflösens und während der Fällung können der Lösung neue PVC-Additive hinzugegeben werden. Auf diese Weise lassen sich die Eigenschaften des PVC-Rezyklats bei Bedarf anpassen. Zum Beispiel ist eine Nachstabilisierung oder eine Erhöhung des Weichmacheranteils möglich.
Da die im Alt-PVC enthaltenen Weichmacher wieder vollständig im PVC-Rezyklat vorliegen, kann auch der Weichmacher DEHP in Produkten enthalten sein, die aus Vinyloop-PVC hergestellt werden. DEHP und weitere phthalatbasierte Weichmacher dürfen im Rahmen der REACH-Verordnung ab dem 21. Februar 2015 in Europa allerdings nicht mehr in Verkehr gebracht werden. Der Betreiber der italienischen Anlage, Vinyloop Ferrara S.p.A., beantragte aus diesem Grund eine Ausnahme vom künftigen Verbot von DEHP bei der Europäischen Chemikalienagentur (siehe ↓Ökologie).
Da es sich um ein geschütztes Verfahren handelt, wurden weitere Bestandteile des auf Butanon basierenden Lösungsmittels bisher nicht bekannt gegeben. Auch zum möglichen Gefährdungspotential gibt es deshalb noch keine unabhängigen Aussagen. Da der PVC-Kunststoff in der Anlage in seine möglicherweise gesundheitlich bedenkliche Bestandteile aufgebrochen wird, gelten die gleichen Umweltrisiken wie für andere Polyvinylchlorid verarbeitende Anlagen. Eine Aufspaltung der PVC-Moleküle in freies Vinylchlorid (Monomer) geschieht nicht.

## Anwendung
Die Vinyloop-Anlage im italienischen Ferrara wurde 2002 in Betrieb genommen. Der französische PVC-Verarbeiter Serge Ferrari verwertet hier PVC-Kabel und -Planen. In dieser ersten industriellen Anlage konnte die Produktion von wenigen hundert im Jahr 2002 auf über 10.000 Tonnen Rezyklat pro Jahr erhöht werden. Die Verwertung von PVC-Planen wird TexyLoop genannt und beinhaltet die Vorbehandlung der PVC-Planen beim Recyclingunternehmen MTB Trept im französischen La Tour-du-Pin. Die Reststoffe aus der Behandlung in der italienischen Anlage werden in Deutschland verbrannt.
In der Anlage werden unter anderem temporär genutzte Materialien der Olympischen Sommerspiele 2012 in London behandelt. Serge Ferrari lieferte etwa 80 % der PVC-beschichteten Textilien für die Ausstattung des Olympiastadions, der Water Polo Arena, des London Aquatics Centre und der Royal Artillery Barracks. Sie werden zur Wiederverwertung im Vinyloop-Verfahren behandelt.
Zusammen mit Kobelco Eco-Solutions, einem Tochterunternehmen des japanischen Stahl- und Baumaschinenherstellers Kobe Steel, hat Solvay 2006 in Futtsu, Präfektur Chiba, eine zweite Anlage mit einer Kapazität von 18.000 Tonnen Rezyklat pro Jahr in Betrieb genommen. Die Anlage hat im Gegensatz zur italienischen einen weiteren Einsatzbereich an PVC-Abfällen.

## Planungen
Seit 2001 waren Anlagen in Italien, Frankreich, Großbritannien, Deutschland, Spanien, Niederlande und Kanada geplant. Eine Anlage im französischen Département Isère war zur Behandlung von PVC-Planen vorgesehen. In Deutschland waren bis Ende 2003 zeitweise bis zu zwei Anlagen an Standorten von Solvay geplant. Neben nur kurzzeitigen Plänen für eine Anlage in Rheinberg sollte bis Mitte 2005 eine Anlage in Bernburg mit einer Kapazität von 30.000 Tonnen pro Jahr entstehen. Anstelle dessen wurde 2004 ein Vorhaben in Dreux bei Paris mit einer Kapazität von 40.000 Tonnen pro Jahr geplant, für das eine Machbarkeitsstudie ebenfalls negativ ausfiel. Bis auf die Anlage in Japan mussten alle Vorhaben wegen zu hoher Produktionskosten aufgeschoben oder abgebrochen werden, sodass bis heute noch keine weitere Anlage gebaut worden ist.
Die Investitionssumme einer Vinyloop-Anlage wurde 2002 mit 8,2 bis 14 Mio. Euro angegeben, abhängig von bestehender Infrastruktur.  Die Versorgung mit Dampf wird von Solvay als ein wichtiger Standortfaktor für eine Vinyloop-Anlage gesehen. An Standorten, die bereits über eine Dampfversorgung verfügen, fällt die Investition deshalb geringer aus. Die durchschnittlichen Produktionskosten betrugen mit dem technischen Stand von 2002 zwischen 250 und 450 Euro je Tonne PVC-Abfall.

## Ökologie
Wie jedes andere Recycling-Verfahren biete auch Vinyloop die Möglichkeit, den Verbrauch von Primärrohstoffen zu verringern, da bereits genutzte Materialien teilweise wiederverwendbar gemacht werden. Bisher fehlen unabhängige Nachweise zur Nachhaltigkeit des Verfahrens.

### Unternehmenseigene Studie
Eine Studie von Solvay vergleicht den Einsatz des Vinyloop-Verfahrens (Recycling und erneuter Einsatz des Rezyklats im Produkt) mit dem konventionellen Weg, d. h. den zu behandelnden PVC-Abfall zu verbrennen und die Menge an enthaltenem PVC neu herzustellen. Die Studie gelangt zu dem Ergebnis, dass der Primärenergiebedarf mit Vinyloop um 46 Prozent verringert werden kann. Daraus folgt ein verringerter Ausstoß an Treibhausgasen, sodass das Treibhauspotential der Emissionen unter den Annahmen der Studie um 39 Prozent kleiner ist als bei Verbrennung der Abfälle und Verwendung von Neu-PVC.
Das Ozonabbaupotential (ODP) hingegen erhöht sich bei Verwendung von Vinyloop gegenüber dem Vergleichsfall. Während die konventionelle Verbrennung und Neuproduktion die Emission ozonabbauender Stoffe senkt, werden durch den Einsatz von Vinyloop mehr Ozonschicht zerstörende Emissionen verursacht. Dadurch vergrößert sich das Ozonabbaupotential der Emissionen bei der Verwendung von Vinyloop gegenüber dem Vergleichsfall um mehr als das Siebenfache. Dies geht aus den Berechnungen der Studie hervor, wird jedoch in den Ausführungen der Studie selbst und in anderen Veröffentlichungen zu Vinyloop nicht angegeben.
Die Werte wurden unter den Bedingungen des Anlagenbetriebs in Ferrara ermittelt. Beispielsweise wurde für die Energieversorgung der italienische Strommix zugrunde gelegt. Wegen fehlender Daten vernachlässigt die Studie außerdem die fossilen Kohlendioxidemissionen, die der PVC-Füllstoff Calciumcarbonat bei der Verbrennung verursacht. Ebenso wenig geht aus der Studie hervor, ob die Ergebnisse im kommerziellen Betrieb oder unter günstigeren Versuchsbedingungen beim Testen neuer Anlagenkomponenten erreicht werden.

### Anträge zu DEHP-Verwendung im Rahmen der REACH-Verordnung
Alt-PVC-Verbundmaterialien enthalten in der Regel Weichmacher wie DEHP, welches laut REACH-Verordnung wegen seiner fruchtschädigenden Wirkung seit dem 21. Februar 2015 nicht mehr in Produkten für den europäischen Markt enthalten sein darf. Vinyloop Ferrara S.p.A., Betreiber der Vinyloop-Anlage in Ferrara, beantragte deshalb 2013 gemeinsam mit Herstellern des Weichmachers die Verlängerung der Zulassung von DEHP für bestimmte Anwendungen über den Stichtag hinaus, um Weiterverarbeitern des Vinyloop-PVC-Rezyklats den Verkauf ihrer DEHP-haltigen Produkte zu ermöglichen.
Regierungsorganisationen und NGOs, darunter die dänische und schwedische Umweltschutzbehörde sowie das Europäische Umweltbüro und der Bund für Umwelt und Naturschutz Deutschland, sprachen sich im Zulassungsverfahren gegen eine verlängerte Verwendung aus, während der Japanische Verband der Weichmacherproduzenten sowie der europäische Automobilherstellerverband ACEA eine Zulassung von DEHP-haltigen Vinyloop-Produkten über den 21. Februar 2015 hinaus unterstützen. Im Zulassungsverfahren, in dem Unternehmen den DEHP-Gebrauch für Sonderanwendungen beantragen konnten, war bis zum Juni 2014 erst in einem von insgesamt elf Anträgen (darunter zwei von Vinyloop Ferrara) entschieden worden, sodass eine Entscheidung zum Vinyloop-Antrag noch aussteht.